# Chalima Nas'irova
Chalima Nas'irova (in russo Халима Насырова?; in uzbeco  Ҳалима Носирова?; Tagl'k, 29 dicembre 1913 – Tashkent, 3 gennaio 2003) è stata un soprano, attrice e politica sovietica, dal 1991 uzbeka.

## Biografia
Chalima Nas'irova nacque nel 1913 nell'Oblast' di Fergana e crebbe in un orfanotrofio. Tra il 1924 e il 1927 studiò alla scuola di teatro di Baku, per poi perfezionarsi al Conservatorio di Mosca tra il 1934 e il 1937. 
Dal 1927 aveva cominciato a recitare al Teatro Centrale di Samarcanda e dal 1930 al 1986 fu solista al Teatro Navoi di Tashkent; dal 1939 al 1986 vi si esibì come solista principale. Come attrice di prosa recità il ruoli quali Adelma in Turandot e Maria Antonovna ne L'ispettore generale, mentre in campo operistico cantò in ruoli quali Carmen e Layla in Layla e Majnun; quest'ultimo le valse il suo primo Premio Stalin nel 1942. Ne avrebbe vinto un altro nel 1951 per Gulsara. Inoltre ha ricevuto la Medaglia commemorativa per il giubileo dei 100 anni dalla nascita di Vladimir Il'ič Lenin e la Medaglia al merito del lavoro durante la grande guerra patriottica del 1941-1945.
Dal 1979 al 1986 insegnò al Conservatorio di Tashkent. Parallelamente all'attività artistica, tra il 1958 e il 1968 fu deputata della V legislatura del Soviet Supremo dell'URSS.

## Filmografia parziale
- Maftuningman (Мафтунингман) (in russo Очарован тобой?), regia di A. Akbarho'jayev (1958)